# Cyrtandra agrihanensis
Cyrtandra agrihanensis là một loài thực vật có hoa trong họ Tai voi. Loài này được Ohba mô tả khoa học đầu tiên năm 1994.